# Lwiwchołod Lwów
Lwiwchołod Lwów (ukr. Міні-футбольний клуб «Львівхолод» Львів, Mini-Futbolnyj Kłub "Lwiwchołod" Lwiw) – ukraiński klub futsalu, mający siedzibę w mieście Lwów. Od sezonu 2009/10 do 2012/13 występował w futsalowej Pierwszej Lidze Ukrainy.

## Historia
Chronologia nazw:
- 2009: Lwiwchołod Lwów (ukr. «Львівхолод» Львів)
- 2013: klub rozwiązano

Klub futsalowy Lwiwchołod Lwów został założony we Lwowie w 2009 roku i reprezentował firmę "Lwiwchołod". W sezonie 2009/10 zespół startował w profesjonalnych rozgrywkach Pierwszej Ligi, zajmując 7.miejsce w grupie A. W następnym sezonie 2010/11 był czwartym w grupie A Pierwszej Ligi. Dopiero w sezonie 2011/12 po zajęciu drugiego miejsca w grupie A zakwalifikował się do turnieju finałowego, gdzie był czwartym. W następnym sezonie znów jako drugi zespół w grupie A zakwalifikował się do turnieju finałowego, a potem zdobył wicemistrzostwo pierwszej ligi. Jednak z przyczyn finansowych klub zrezygnował z awansu do Ekstra Ligi i następnie został rozwiązany.

## Barwy klubowe, strój
| Biały | Niebieski |

Zawodnicy klubu zazwyczaj grali swoje mecze domowe w białych koszulach i niebieskich spodenkach.

## Sukcesy

### Trofea międzynarodowe
Nie uczestniczył w rozgrywkach europejskich (stan na 31-05-2019).

### Trofea krajowe
| \| \| Zdobyte trofea w rozgrywkach Ukrainy (stan na: 31-05-2019) \| |                                                            |      |          |
| Rozgrywki                                                           | Osiągnięcie                                                | Razy | Sezon(y) |
| · Mistrzostwo                                                       | I miejsce                                                  | 0    |          |
| · Mistrzostwo                                                       | II miejsce                                                 | 0    |          |
| · Mistrzostwo                                                       | III miejsce                                                | 0    |          |
| Puchar                                                              | zdobywca                                                   | 0    |          |
| Puchar                                                              | finalista                                                  | 0    |          |
| II liga                                                             | I miejsce                                                  | 0    |          |
| II liga                                                             | II miejsce                                                 | 1    | 2012/13  |
| II liga                                                             | III miejsce                                                | 0    |          |
| Ukraina                                                             | Zdobyte trofea w rozgrywkach Ukrainy (stan na: 31-05-2019) |      |          |

## Struktura klubu

### Stadion
Klub rozgrywa swoje mecze domowe w Hali Pałacu Sportu Hałyczyna we Lwowie. Pojemność: 1000 miejsc siedzących.

### Sponsorzy
- Lwiwchołod - firma sieci sklepów handlowych "Rukawyczka" (ukr. Львівхолод)